# Ökologiestation Bremen

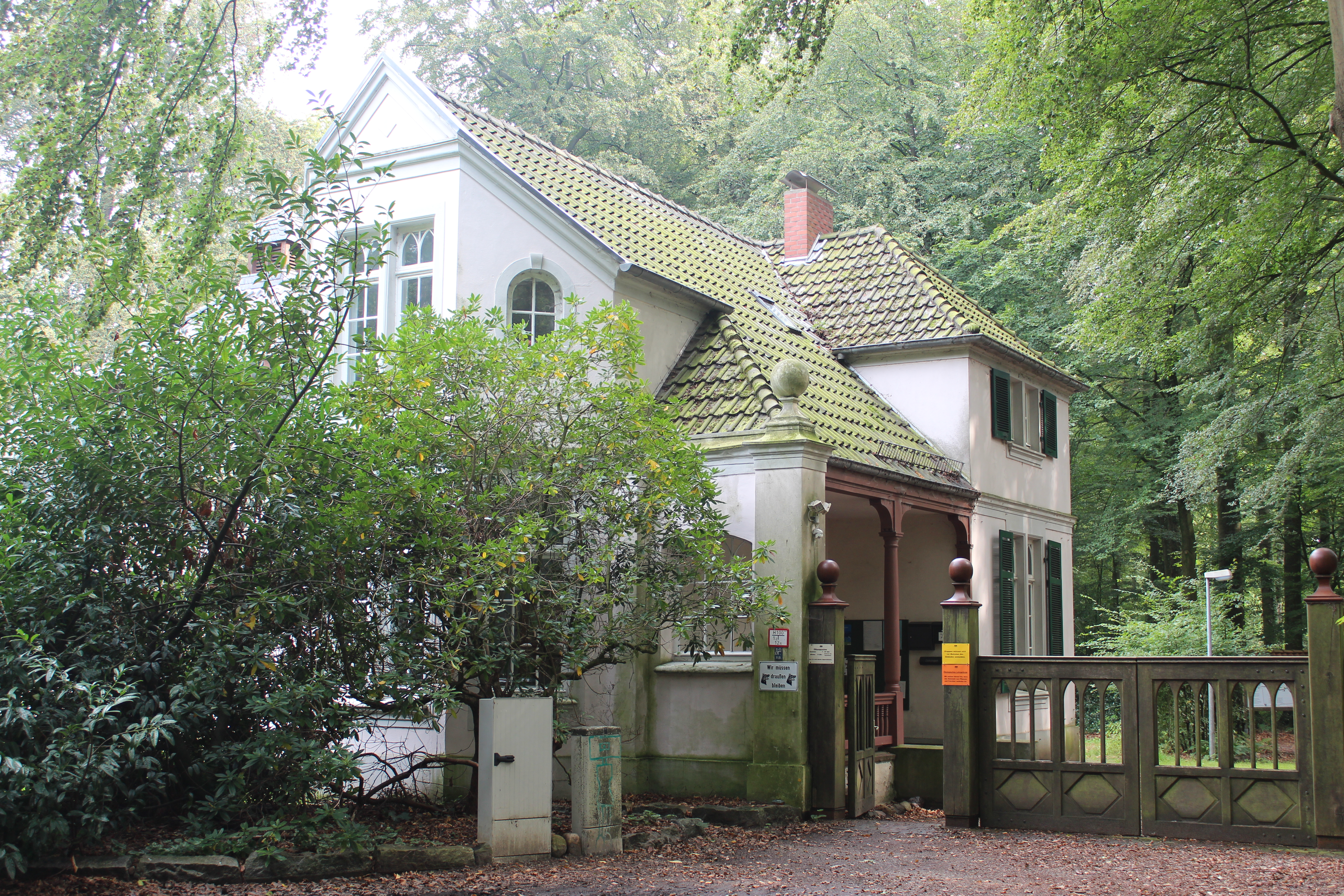
Hofmeierhaus, Sitz der Ökologiestation

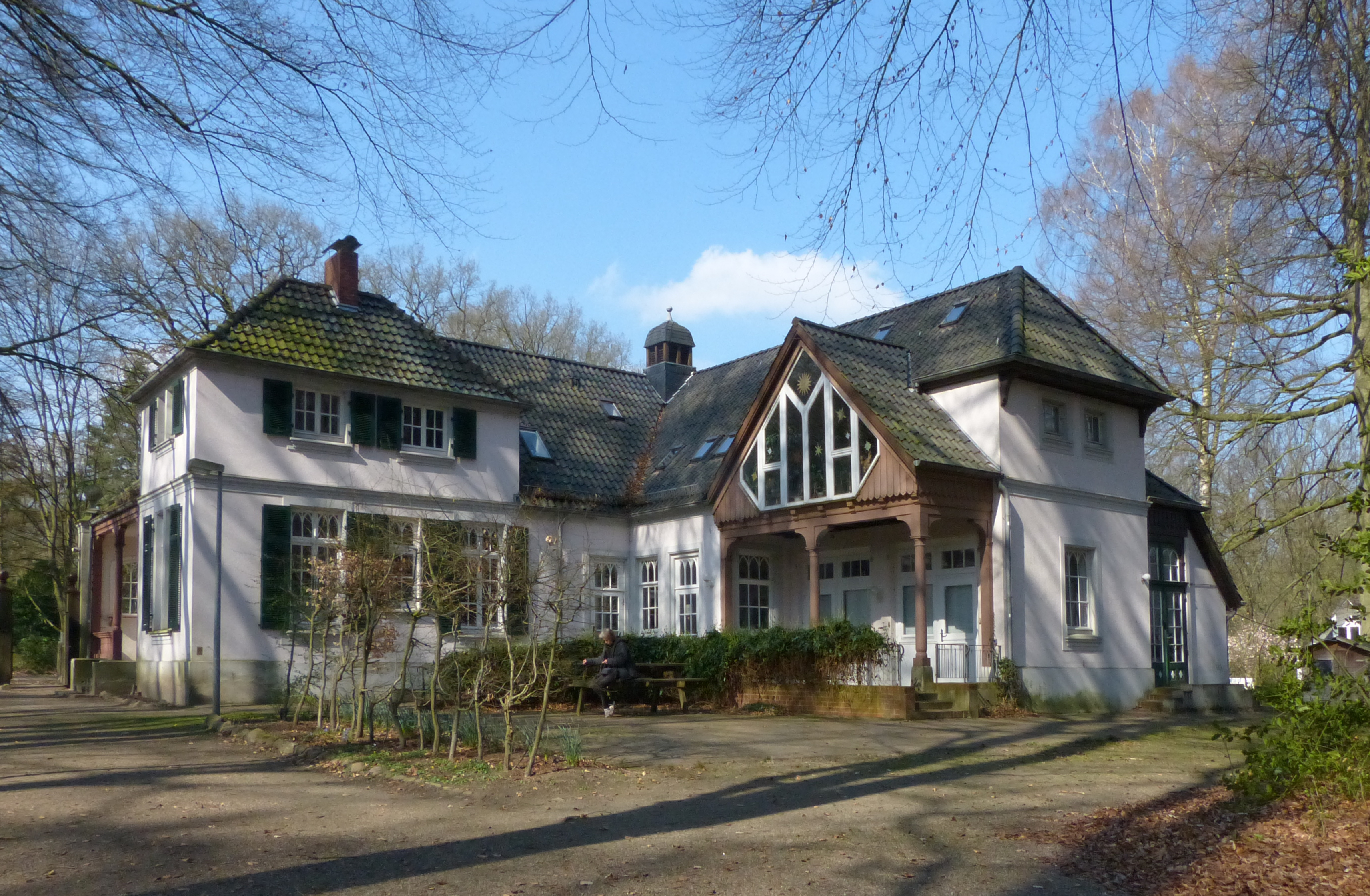
Hofmeierhaus, Südostansicht

Die Ökologiestation Bremen ist ein Umweltbildungszentrum für Kinder, Jugendliche und Erwachsene in Bremen. Sie befindet sich auf dem Landgut Lamotte in Bremen, Stadtteil Vegesack, Ortsteil Schönebeck, Am Gütpohl 11.

## Landgut Lamotte
Die Villa und das Hofmeierhaus (früher Sitz des Gutsverwalters) auf dem Landgut Lamotte wurde für den Petroleum-Kaufmann Henry Lamotte gebaut.
Landhaus und Hofmeierhaus stehen seit 2004 unter Denkmalschutz.
2008 wurde die Villa mit einem Teil des Grundstücks verkauft.

Das Landgut ist 17 Hektar groß.

## Verein Ökologiestation
Der Verein Ökologiestation wurde 1979 gegründet. Das Gelände wurde 1980 von der Stadt Bremen für rund 1,4 Millionen DM gekauft, die Bewirtschaftung erfolgte zunächst durch den Senator für Gesundheit und Umweltschutz. Im Laufe der Jahre wurde die Ökologiestation von mehreren Partnern getragen: Dem Senator für Bildung, dem Verein Ökologiestation, dem Umweltsenator und der Umweltstiftung WWF Deutschland.
Zu den aktiven Mitgliedern des Vereins gehörten viele  Lehrer, wie z. B. Biologielehrer Hans Stui.
Das Landesinstitut für Schule nutzte die Räume in der Villa und den Garten für Unterrichtszwecke. Außerdem wurde ein Umweltlabor dort eingerichtet. Im Jahre 1985 wurden Teile des Films Sommer in Lesmona nach dem Briefroman von Magdalene Pauli in der Villa gedreht.
Der Verein und die Arbeit der Ökologiestation beschränken sich seit dem Verkauf der Villa auf das Hofmeierhaus und – soweit es nicht zur Villa gehört – das Freigelände.
Die Ökologiestation ist mit den Buslinien 642 und 644 des Verkehrsverbundes Bremen/Niedersachsen und 98 und 99 der Bremer Straßenbahn AG erreichbar. Nächstgelegene Haltestellen sind Leuchtenburg, Denkmal und Herbartstraße.